# Zielverbindung
Eine Zielverbindung, auch Zielmolekül genannt, ist in der Chemie das erwünschte Endprodukt einer chemischen Synthese.

## Syntheseplanung
Von der Zielverbindung ausgehend werden retrosynthetisch Synthesestufen bzw. Zwischenprodukte in Betracht gezogen, bis man zu immer einfacheren Verbindungen gelangt, die als Startmolekül geeignet erscheinen. Oft gibt es für das Zielmolekül mehrere sinnvoll erscheinende Synthesewege. Dann ist es ratsam einen Synthesebaum aufzustellen. Zur erfolgreichen Planung eines Synthesebaums ist ein scharfer analytischer Verstand vonnöten.